# Nombre aleatori

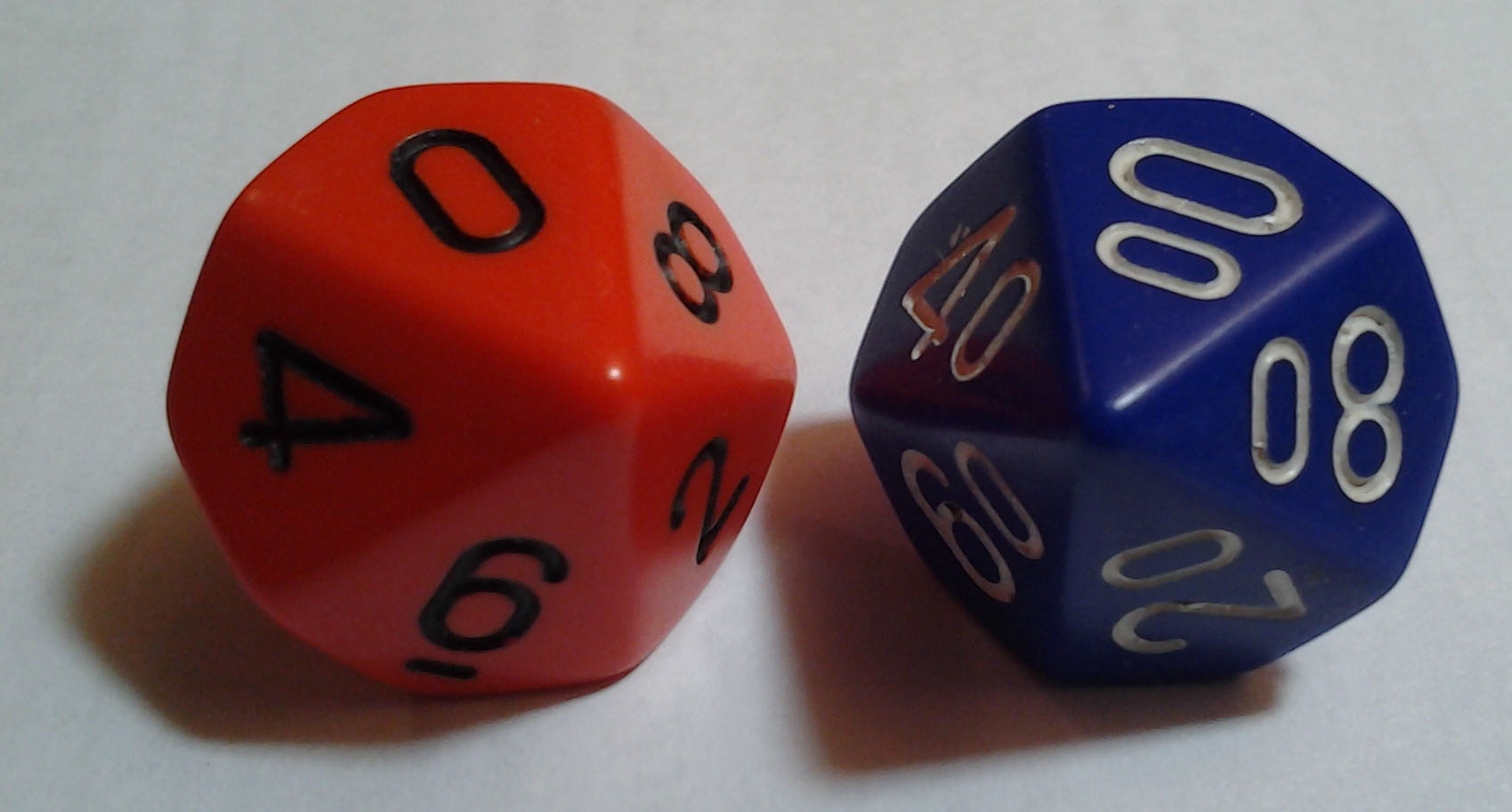

Un nombre aleatori és un nombre generat mitjançant un procés aleatori determinat per una funció de distribució. Per exemple, el llançament ideal d'un dau o una moneda equiprobable.
Els esdeveniments individuals que generen un nombre aleatori no es poden predir. No obstant això, el resultat probable després de generar una gran quantitat de nombres aleatoris sí que es pot calcular mitjançant la seva funció de distribució i altres eines relatives a l'estadística.
Quan no s'especifica cap distribució específica, es pressuposa que es segueix una distribució uniforme continua en l'interval unitat, és a dir, en l'interval que conté els nombres reals entre 0 i 1.

## Nombres pseudoaleatoris
Els nombres aleatoris són observacions de variables independents amb distribució uniforme en l’interval {\displaystyle [1,0]}. Una qüestió important en aquest àmbit és determinar quan es pot considerar que una successió de nombres entre 0 i 1 és aleatòria.
Des d’un punt de vista matemàtic, aquesta qüestió és complexa. L’any 1966, Martin-Löf va proporcionar una resposta teòrica que exclou els nombres generats mitjançant algorismes, tot i que són utilitzats àmpliament en la pràctica. Els ordinadors generen nombres pseudoaleatoris a través de fórmules recursives basades en el càlcul de residus mòdul un nombre enter. Aquestes seqüències són suficientment bones, ja que passen tests estadístics d’uniformitat i independència.

Un nombre pseudoaleatori és per tant un valor generat mitjançant un algorisme determinista que, tot i ser previsible si es coneixen les condicions inicials i el procediment utilitzat, presenta característiques estadístiques similars als nombres aleatoris.